# Lucy Fricke
Lucy Tanja Fricke (Amburgo, 1974) è una scrittrice tedesca.

## Biografia
Nata nel 1974 ad Amburgo, vive e lavora a Berlino.
Dopo aver lavorato nell'industria cinematografica come assistente al montaggio e sceneggiatrice, ha studiato lettere all'Istituto di Letteratura di Lipsia.
A partire dall'esordio letterario del 2007 con il romanzo Durst ist schlimmer als Heimweh ha pubblicato altre 5 opere ottenendo notorietà internazionale nel 2018 con il romanzo Figlie, tradotto in più lingue e adattato al cinema nel 2021.

## Opere (parziale)

### Romanzi
- Durst ist schlimmer als Heimweh (2007)
- Ich habe Freunde mitgebracht (2010)
- Takeshis Haut (2014)
- Figlie (Töchter, 2018), Milano, Corbaccio, 2021 traduzione di Cristina Proto ISBN 978-88-6700-790-5.
- Die Diplomatin (2022)
- Das Fest (2024)

## Premi e riconoscimenti

### Vincitrice
Bayerischer Buchpreis
- 2018 nella categoria "Fiction" per Figlie[6]

Premio Roswitha
- 2024 alla carriera[7]

## Adattamenti cinematografici
- Töchter, regia di Nana Neul (2021)